# 日本無針烏賊
日本無針烏賊（学名：Sepiella japonica）为墨魚科無針烏賊屬下的一个种，俗名「花枝」。